# Vorderösterreich

Wappen Österreichs, das auch in den verschiedenen Hoheitsgebieten in Vorderösterreich verwendet wurde.

Vorderösterreich, früher die Vorlande, ist ein Sammelname für die früheren Besitzungen der Habsburger westlich von Tirol und Bayern. Dieser Landesteil der Habsburgermonarchie liegt heute vor allem in der Schweiz, in Vorarlberg, im Elsass, um Belfort, im südlichen Baden-Württemberg und in Bayerisch-Schwaben.
Im ehemaligen Vorderösterreich liegen die ältesten bekannten Besitzungen der Habsburger wie die Burg Habsburg und die Abtei Ottmarsheim. Zwischen dem 13. Jahrhundert und dem Anfang des 19. Jahrhunderts ging die Landesherrschaft im Verlauf von etwa 550 Jahren nach und nach – bis auf Vorarlberg – von den Habsburgern an andere Inhaber über (verschiedene Orte bzw. Kantone der schweizerischen Eidgenossenschaft, Königreich Frankreich, Bayern, Württemberg, Baden und Hohenzollern). Vorderösterreich war wie das Erzherzogtum Österreich vom 14. bis in das 19. Jahrhundert Teil des Heiligen Römischen Reiches sowie kurzzeitig des Kaisertums Österreich.

## Entstehung
Nach der Verlagerung ihres Besitz- und Herrschaftsschwerpunkts ins Herzogtum Österreich waren die Vorlande ein zerstückeltes und kleinteiliges Anhängsel der Habsburgermonarchie. Scherzhaft sprach man von der „Schwanzfeder des Kaiseradlers“. Durch die Niederlagen von Morgarten 1315 und Sempach 1386 gingen die eigentlichen Stammlande der Habsburger an die Eidgenossen verloren. Hauptteile des österreichischen Schwaben waren nun der Sundgau (südliches Elsass) und der Breisgau. Sitz der Regierung war Ensisheim nahe Mülhausen. Freiburg im Breisgau, das sich 1368 den Habsburgern unterstellt hatte, war die meiste Zeit das geistige und kulturelle Zentrum. Lose mit Vorderösterreich verbunden waren zerstreute Besitzungen in Oberschwaben und im Allgäu, die größte davon war die Markgrafschaft Burgau. Zwischen 1469 und 1474 wurde von Herzog Siegmund durch den Vertrag von Saint-Omer ein großer Teil der Vorlande an Herzog Karl den Kühnen von Burgund verpfändet.

## Frühe Neuzeit

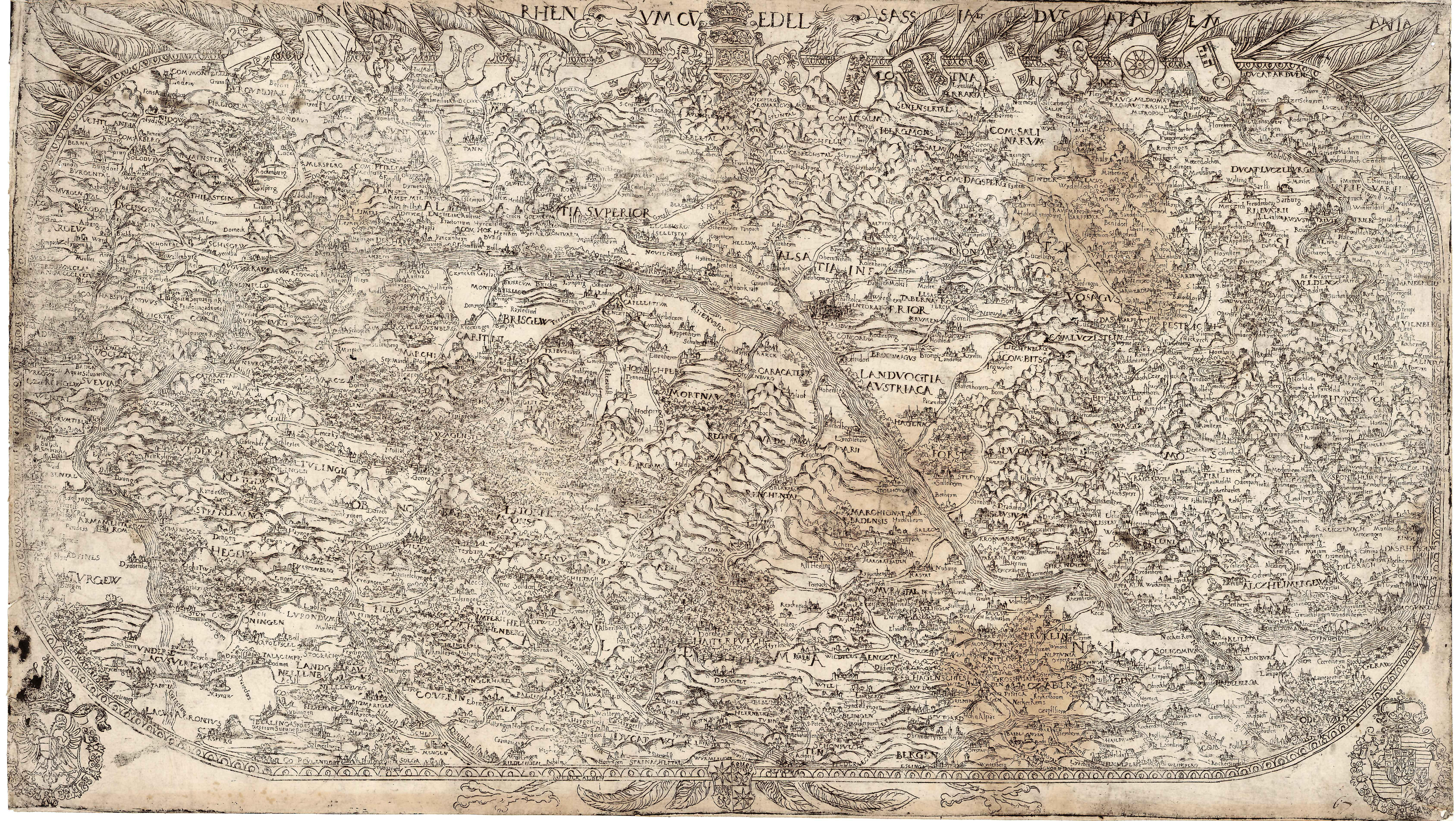
Vorderösterreich im Jahr 1567

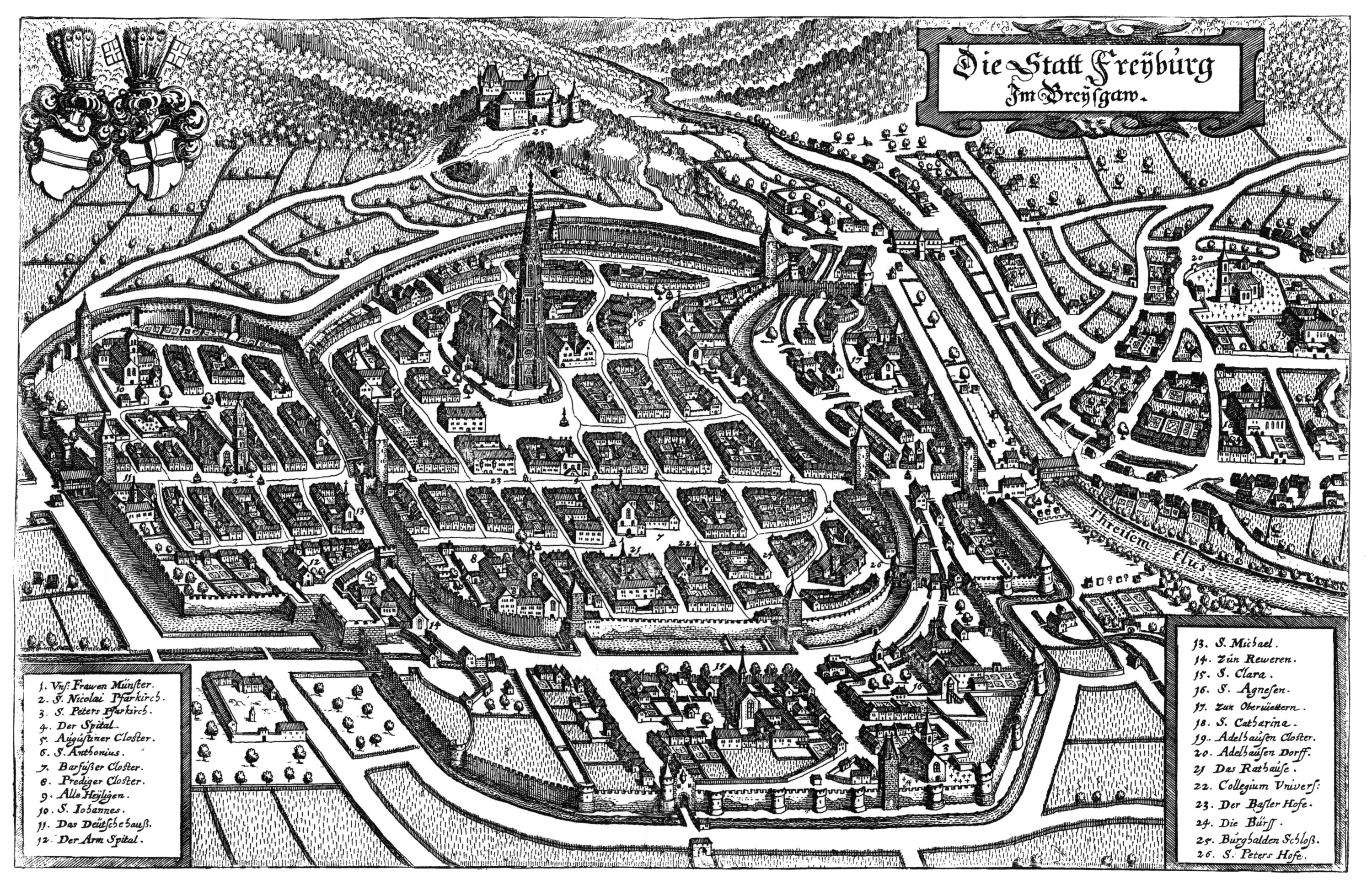
Freiburg im Breisgau war die bedeutendste Stadt in Vorderösterreich (Stich von Matthäus Merian, 1644)

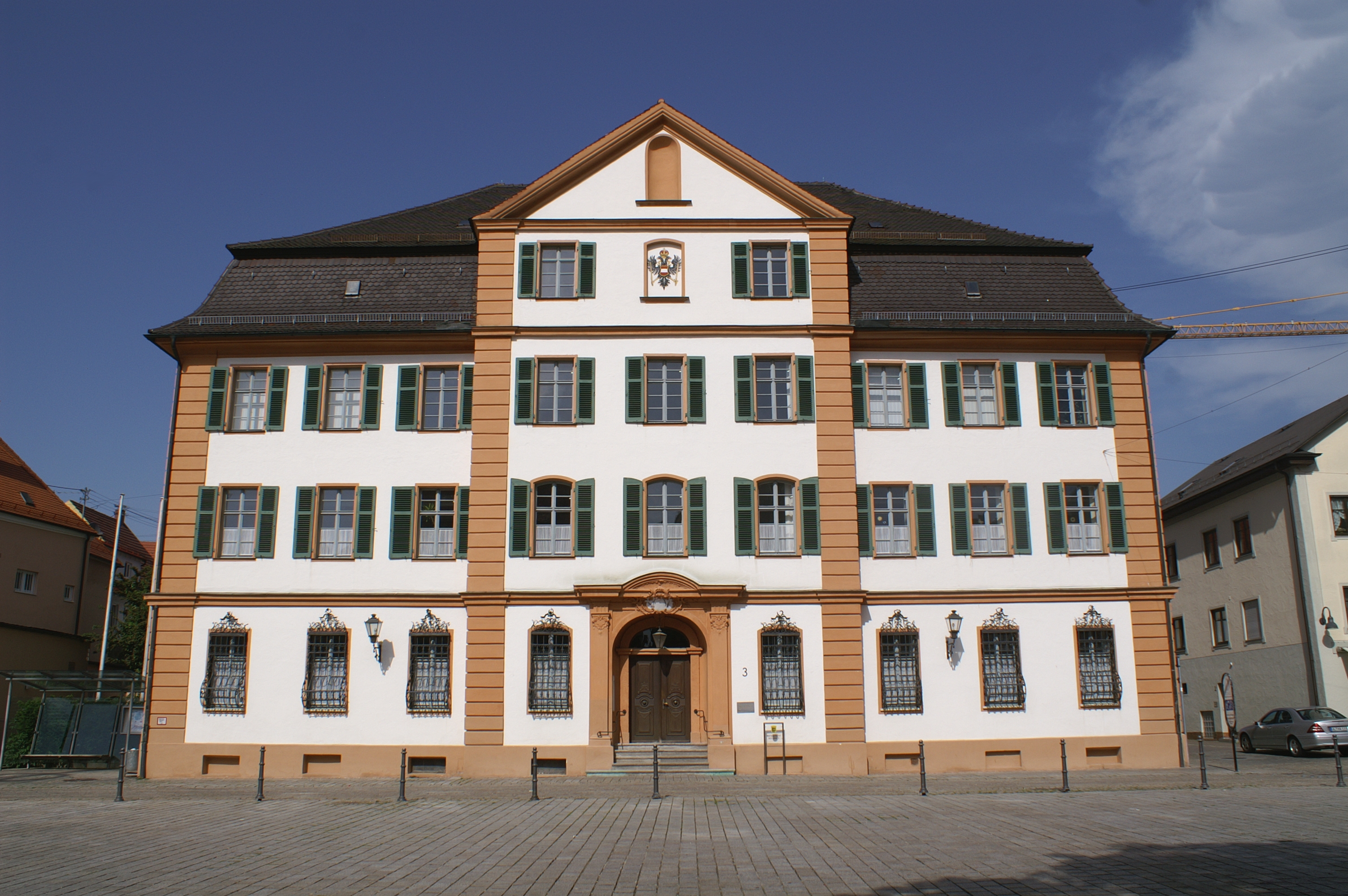
Schwäbisch-österreichisches Ständehaus am Marktplatz von Ehingen

Bei allen habsburgischen Herrschaftsteilungen im Spätmittelalter und in der frühen Neuzeit kamen die Vorlande an diejenige Linie, die Tirol beherrschte, gehörten damit zu Austria Superior – Oberösterreich im damaligen Sprachgebrauch – und wurden also immer von Innsbruck aus regiert. 1490 wurde eine Zentralbehörde für Tirol und die österreichischen Vorlande geschaffen. 1548 verlor Konstanz seinen Status als Freie Reichsstadt und wurde für über 250 Jahre Teil von Vorderösterreich.
Im Dreißigjährigen Krieg brachte die verwitwete Erzherzogin Claudia von Tirol (Claudia de’ Medici) drei württembergische Herrschaften – die Pfandschaft Achalm, die Pfandschaft Hohenstaufen und das Amt Blaubeuren – in ihren Besitz. Von 1640 bis 1648 waren diese Herrschaften vorderösterreichisch. Es gelang dem Kanzler Isaak Volmar jedoch nicht, die Besitzansprüche in den Westfälischen Friedensverhandlungen durchzusetzen, zumal die deutschen Fürsten auf der Seite des Herzogs Eberhard III. von Württemberg standen. Mit dem Westfälischen Frieden fielen 1648 das habsburgische Elsass, hier vor allem der Sundgau, und auch Breisach rechts des Rheins an Frankreich. 1651 wurde daher Freiburg anstelle von Ensisheim Hauptstadt von Vorderösterreich; Sitz der Regierungspräsidenten von Vorderösterreich wurde der Basler Hof. Württemberg erhielt die drei Herrschaften zurück.
Im Jahr 1662 fielen nach dem Tod von Erzherzog Ferdinand Karl, der keine Söhne hinterließ, die vorderösterreichischen Besitzungen an den Kaiser in Wien zurück. 
Nach den Türkenkriegen wurden viele Bewohner Vorderösterreichs dazu bewogen, sich an den neuen Südostgrenzen des Habsburgerreiches im Königreich Ungarn niederzulassen. Ihre Nachfahren werden Donauschwaben genannt.
Die Reformen der Verwaltung unter Maria Theresia und Joseph II. stießen vielfach auf Ablehnung. Im 18. Jahrhundert wurden einige Gebiete wie Tettnang und das Amt Ortenau erworben und andere, wie die Gemarkung Gersbach im Südschwarzwald, an die Markgrafschaft Baden verkauft.
Um 1780 hatte Vorderösterreich etwa 400.000 Einwohner. Dabei wurde Vorarlberg mitgezählt, das ab 1782 wieder von Innsbruck aus verwaltet wurde.

## Verwaltungsgliederung 1790

Vorderösterreich um 1780

- Oberamt Breisgau (Verwaltungssitz Freiburg im Breisgau): von Herbolzheim und Triberg im Norden über Breisach, Krozingen und Waldshut mit dem Waldvogteiamt bis Laufenburg und Rheinfelden südlich des Rheins inklusive des heutigen Fricktales und am Ostrand des Schwarzwalds (Villingen und Bräunlingen)
- Oberamt Offenburg: nur einige Orte um die Gerichte Appenweier, Griesheim und Ortenberg in der Ortenau; die Stadt Offenburg selbst war Freie Reichsstadt
- Oberamt Hohenberg (ehem. Grafschaft Hohenberg): Gebiete am oberen Neckar um den Verwaltungssitz Rottenburg am Neckar (Horb am Neckar, Oberndorf am Neckar) und am Westrand der Schwäbischen Alb (Schömberg, Spaichingen)
- Oberamt Nellenburg (ehem. Landgrafschaft Nellenburg): Gebiete vom Hegau (Tengen, Aach) und dem Nordwesten des Bodensees (Stockach [Verwaltungssitz], Radolfzell) bis zur Donau (Mengen, Herrschaft Gutenstein, Saulgau, Gebiete in der Umgebung von Riedlingen)
- Oberamt Altdorf (ehem. Landvogtei Schwaben; Verwaltungssitz Weingarten): Gebiete vom östlichen Nordufer des Bodensees über das Schussental (Waldsee) bis zur Ostalb (Schelklingen, die Stadt Riedlingen), außerdem im Westallgäu das Umland der Reichsstadt Leutkirch im Allgäu (Gebrazhofen)
- Oberamt Tettnang (ehem. Reichsgrafschaft Tettnang): ein geschlossenes Gebiet am mittleren Nordufer des Bodensees um Tettnang und Wasserburg am Bodensee, das einen Teil des vormaligen Herrschaftsgebietes der Grafen von Montfort umfasste.
- Oberamt Günzburg (ehem. Markgrafschaft Burgau): neben dem Verwaltungssitz Günzburg weitere Gebiete im heutigen bayerischen Regierungsbezirk Schwaben (Krumbach (Schwaben), Weißenhorn, Burgau, Ziemetshausen) und im heute baden-württembergischen Alb-Donau-Kreis (Ehingen)
- Oberamt Winnweiler: Winnweiler und Umgebung sowie einige Orte südlich von Mainz und um Kirchheimbolanden
- die Stadt Konstanz

Vorarlberg (um 1780 Oberamt Bregenz) ist zu dieser Zeit Teil der Gefürsteten Grafschaft Tirol mit Vorarlberg.

## Das Ende von Vorderösterreich

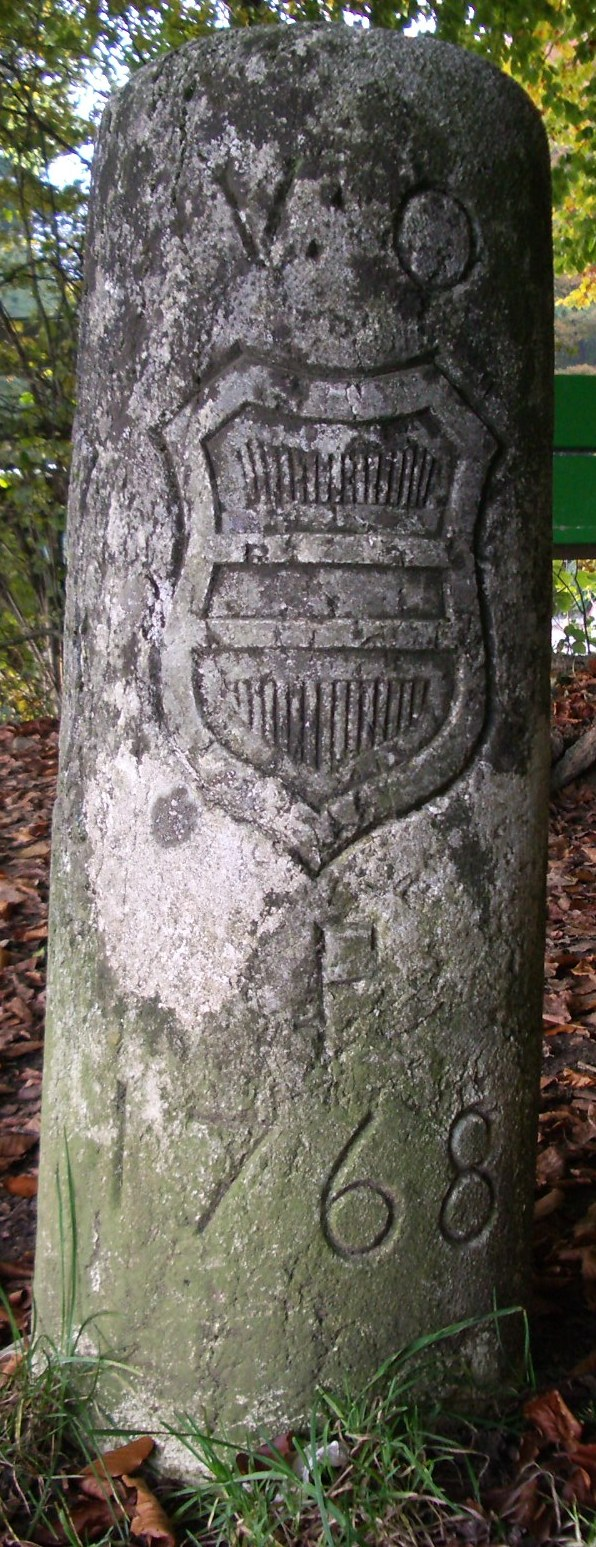
Vorderösterreichischer Grenzstein auf der Salhöhe (Schweizer Jura), demarkiert 1768

Bereits 1799 verlor Österreich die Gebiete südlich des Rheins. Das Fricktal wurde zunächst französisches Protektorat, 1802 ein eigener Kanton in der Helvetischen Republik, 1803 schließlich ein Teil des Aargaus. Der Breisgau und die Ortenau gingen 1803 an das kurzlebige Herzogtum Modena-Breisgau über, das aber von einer Habsburger Nebenlinie regiert wurde.
Im Pressburger Frieden von 1805 verloren die Habsburger Vorderösterreich vollständig. Die historischen Territorien – vor allem Teile von Bregenz, Günzburg und Weißenhorn – gingen an das neue Königreich Bayern, der Breisgau an das spätere Großherzogtum Baden, Rottenburg am Neckar und Horb am Neckar an das neue Königreich Württemberg, Gebiete bei Sigmaringen an Hohenzollern sowie kleinere Gebiete an das Großherzogtum Hessen (siehe dazu auch: Territoriale Besonderheiten in Südwestdeutschland nach 1810).
In einigen Teilen Vorderösterreichs trauerte man der Zeit der Zugehörigkeit zum Haus Habsburg nach: Die schwäbischen Günzburger beispielsweise konnten erst nach massivem Einwirken der bayerischen Regierung dazu bewogen werden, die österreichischen Farben gegen die bayerischen in ihrem Stadtwappen auszutauschen. Im nahe Günzburg gelegenen Weißenhorn prangt noch heute der von den Habsburgern als Kaiser geführte Reichsadler mit dem österreichischen Bindenschild am Stadttor, wie auch in Freiburg i. Br., Breisach am Rhein und Endingen am Kaiserstuhl. In Villingen ziert das Wappen als eines von Dreien die Fassade des alten Rathauses.
Der Landkreis Breisgau-Hochschwarzwald führt seit seiner Bildung 1973/74 die österreichischen Farben im Wappen, um die historische Zugehörigkeit großer Teile des Landkreises zu würdigen. 1815 beim Wiener Kongress gab es die Überlegung, auf das Herzogtum Salzburg zu verzichten und stattdessen den Breisgau neu zu erwerben. Dies hätte zwar den Wünschen der Breisgauer entsprochen, die mit einer Delegation auf dem Wiener Kongress vertreten waren und mittels einer Botschaft an den Kaiser von Österreich und den russischen Zaren darum baten, bei Österreich zu verbleiben. Salzburg erwies sich aber als praktischer, weil das österreichische Staatsgebiet dadurch besser arrondiert wurde. Österreich erhielt beim Wiener Kongress mit der kleinen Grafschaft Hohengeroldseck eine bis dahin nicht habsburgische Herrschaft als Exklave im Grenzgebiet zwischen Ortenau und Breisgau, die jedoch bereits 1818/19 durch Gebietstausch an das umgebende Baden fiel. Mit dem Wiener Kongress endete damit nach etwa 550 Jahren faktisch das Bestehen der österreichischen Vorlande. Mit Ausnahme von Vorarlberg verzichtete das Kaiserreich damit auf alle anderen Gebiete zugunsten der Vorläuferstaaten des Deutschen Reiches und der Schweiz. Metternich erklärte diese Entscheidung Österreichs in seinen nachgelassenen Papieren mit den Prinzipien der Friedensordnung und der Vermeidung der „directen Berührung mit Frankreich“.

## Historische Bedeutung

Das Wappen von Vorderösterreich befindet sich als letztes der sechs kleinen Wappen heraldisch links oben auf dem großen Landeswappen Baden-Württembergs

Die historische Bedeutung Vorderösterreichs zeigt sich u. a. dadurch, dass hier – zusammen mit den Besitzungen der Familien Fürstenberg, Hohenzollern und Waldburg sowie einer Anzahl geistlicher Gebiete und Reichsstädte – die katholische Prägung der Südhälfte von Baden-Württemberg gegeben ist. Architektonische Zeugnisse sind die vielen großen Klosteranlagen und Kirchen wie etwa die Bauten der Familie Thumb.
Viele Gemeinden und Ortsteile im heutigen Baden-Württemberg führen den österreichischen rot-weiß-roten Bindenschild in ihren Wappen, wie Achern, Altheim (Leibertingen), Altheim (bei Riedlingen), Altenschwand, Altoberndorf, Bergalingen, Biengen, Bierstetten, Birkingen, Bremgarten, Buchenbach, Bußmannshausen, Deilingen, Dietenheim, Eberhardzell, Ehrsberg, Endingen am Kaiserstuhl, Eutingen im Gäu, Großherrischwand, Hänner, Herbolzheim, Herten (Rheinfelden), Heimbach (Teningen), Hochdorf (Riß), Höchenschwand, Hochsal, Hogschür, Hohentengen (Oberschwaben), Indlekofen, Kenzingen, Klingenstein, Luttingen, Niederschwörstadt, Oberschwörstadt, Münstertal/Schwarzwald mit Untermünstertal, Oberbergen, Oberrotweil am Kaiserstuhl, Reute (Breisgau), Rheinhausen (Breisgau), Rippolingen, Riedichen, Riedlingen, Rotzel, Schlechtnau, Schönau im Schwarzwald, Schönenberg (Schwarzwald), Tiefenhäusern, Todtnauberg, Unlingen, Unterbränd, Weilheim (Baden), Weingarten (Württemberg), Winterstettenstadt, Wyhlen, Zell im Wiesental sowie die Landkreise Breisgau-Hochschwarzwald, Freiburg (1939–1973), Ehingen und Sigmaringen. Beim Ortenaukreis siehe Ortenau #Landvogtei.
In Bayern zeigen die Gemeinde Missen-Wilhams sowie der grenznahe Landkreis Wegscheid (1939–1972) den Bindenschild im Wappen. Hinzu kommt Kay (Tittmoning) im Landkreis Traunstein.
Endingen am Kaiserstuhl hat das Vorderösterreich-Museum.